# Make It or Break It
Make It or Break It (em Portugal, As Ginastas) é uma série dramática.
Ambientada no mundo das competições de ginástica e centrada em um grupo de jovens que se prepara no tradicional ginásio The Rock, a série traz atletas que treinam duro para triunfar nas Olimpíadas, enquanto ainda precisam conciliar questões familiares, namoros (que são proibidos em época de competições), treinadores e muita rivalidade.
Na equipe, Payson é a melhor atleta e considerada a mais séria e focada. Lauren é rica, muito competitiva e disposta a tudo para vencer, até mesmo trapacear. Kylie está envolvida em um namoro secreto com outro ginasta e a novata Emily é a mais diferente das meninas. Ela chama atenção de todos quando chega ao ginásio vestindo seu velho uniforme e realizando acrobacias inacreditáveis. Mais do que um time, elas são uma família e querem ser as melhores. Juntas, treinarão, competirão, lutarão, sofrerão e vencerão na tentativa de entrar para a equipe olímpica norte-americana.

## Personagens Principais
| Personagem       | Intérprete           |
| ---------------- | -------------------- |
| Payson Keeler    | Ayla Kell            |
| Kaylie Cruz      | Josie Loren          |
| Lauren Tanner    | Cassie Scerbo        |
| Emily Kmetko     | Chelsea Hobbs        |
| Chloe Kmetko     | Susan Ward           |
| Summer Van Horne | Candace Cameron Bure |
| Kim Keeler       | Peri Gilpin          |
| Damon Young      | Johnny Pacar         |
| Sasha Belov      | Neil Jackson         |
| Kelly Parker     | Nicole Anderson      |

## Personagens Recorrentes
| Personagem      | Intérprete            |
| --------------- | --------------------- |
| Carter Anderson | Zachary Burr Abel     |
| Ellen Beals     | Michelle Clunie       |
| Alex Cruz       | Jason Manuel Olazabal |
| Leo Cruz        | Marcus Coloma         |
| Ronnie Cruz     | Rosa Blasi            |
| Becca Keeler    | Mia Rose Frampton     |
| Mark Keeler     | Brett Cullen          |
| Brian Kmetko    | Wyatt Smith           |
| MJ Martin       | Marsha Thomason       |
| Razor           | Nico Tortorella       |
| Nicky Russo     | Cody Longo            |
| Steve Tanner    | Anthony Starke        |
| Austin Tucker   | Zane Holtz            |
| Marty Walsh     | Erik Palladino        |